# Lottie Brunn
Lottie Brunn (1925-2008) est une artiste de cirque et jongleuse. Elle considérée comme la meilleure jongleuse et la plus rapide de son temps. Elle est la sœur des artistes Ernest Montego et Francis Brunn.